# Basia Bulat
Basia Bulat (Toronto, 13 aprile 1984) è una cantautrice canadese di musica folk.

## Discografia

### Album
- 2007 - Oh, My Darling
- 2010 - Heart of My Own
- 2013 - Tall Tall Shadow
- 2016 - Good Advice
- 2020 - Are You In Love?
- 2022 - The Garden
- 2025 - Basia's Palace

### EP
- 2005 - Basia Bulat